# 简·奥·约根森
简·奥·约根森（丹麥語：Jan Ø. Jørgensen，1987年12月31日—），丹麦男子羽毛球運動員，專攻男子單打項目，最高世界排名第二位。2014年歐錦賽冠軍、2015年世錦賽季軍，2016年以主力身分助丹麥隊首次奪得湯姆斯盃世界男子團體錦標賽冠軍。2020年6月，因年紀與傷病問題宣布退出丹麥國家隊，同年10月17日輸給比自己年輕10歲的後輩安東森後正式告別羽壇。

## 簡歷
简·奥·约根森自小受父母及姐姐影響，4歲起便開始打羽毛球，其後更在家鄉奥尔堡一間羽毛球俱乐部，接受前丹麥國家羽毛球隊教练肯尼斯·拉森的訓練。憑藉個人的天賦和名師的指導，约根森很快已在小城奥尔堡難覓對手；於是，他在18歲時便隻身走到大城市奥尔胡斯繼續打球，未幾便被国家队球探發掘，入選丹麥國家隊。
2008年4月，简·奥·约根森代表丹麦参加本国举办的歐洲羽毛球錦標賽，赢得欧锦赛男子单打季军。
2009年3月，简·奥·约根森出战瑞士羽毛球超級賽，在男单準决赛以1比2（12-21、22-20、9-21）不敌赛会头号种子、马来西亚一哥的李宗伟。同年4月，他出战荷蘭羽毛球國際賽，在男单準决赛以1比2（20-22、21-14、17-21）不敌赛会3号种子、荷兰名将的方發財。同年8月，他出战碧特博格羽毛球大獎賽，在男单决赛以2比1（12-21、21-13、21-15）击败了赛会5号种子、荷兰名将的方發財，夺得其首个国际大獎賽男单冠军。同年10月，他出战丹麥羽毛球超級賽，在男单準决赛以0比2（13-21、13-21）不敌赛会5号种子、印尼华裔的西蒙·桑托索。同年11月，他出戰中国羽毛球公开赛，首輪便以2比1淘汰馬来西亞名将李宗伟；之後又接連戰勝泰国的文萨·波萨那和中國的陈金，首度躋身決賽；惜最後在決賽以0比2（12-21、12-21）負於林丹，屈居亞軍。

### 2010年 丹麥超級賽奪冠
2010年3月，简·奥·约根森代表丹麦参加英格兰曼彻斯特举办的歐洲羽毛球錦標賽，赢得欧锦赛男子单打亚军。同年10月，他出战丹麥羽毛球超級賽，在男单决赛以2比0（21-19、21-19）击败了赛会2号种子、奥运冠军的陶菲克，赢得羽球生涯首座超级赛男单冠军。
2011年5月，简·奥·约根森出战丹麥羽毛球國際賽，在男单决赛以2比0（21-15、21-12）击败了赛会2号种子、队友的汉斯-克里斯蒂安·维汀哈斯，夺得其首个國際挑戰賽男单冠军。
2012年2月，简·奥·约根森出战德國羽毛球黃金大獎賽，在男单準决赛以0比2（12-21、13-21）不敌赛会5号种子、印尼华裔的西蒙·桑托索。同年4月，他代表丹麦參加瑞典卡爾斯克魯納舉行的歐洲羽毛球錦標賽，在男单準决赛以0比2（19-21、15-21）不敌赛会4号种子、德国名将的马克·茨维布勒，赢得欧锦赛男单季军。同年5月，他入选湯姆斯盃的男单主力，助丹麦队赢得男子團體季军。同年7月，他代表丹麥出戰英國倫敦舉行的奥林匹克运动会羽毛球比賽男子單打項目，在小組賽階段先後擊敗以色列的米沙·西尔伯曼和新加坡的黄梓良，順利晉級淘汰賽；但在首輪賽事便以0比2（17-21、13-21）負於韓國的李炫一出局，16強止步。同年10月，他出战丹麥羽毛球首要超級賽，在男单準决赛以0比2（20-22、15-21）不敌赛会头号种子、马来西亚一哥的李宗伟。同期10月，他出战法國羽毛球超級賽，在男单準决赛以1比2（21-18、17-21、10-21）不敌马来西亚名将的刘国伦。同年12月，他出战哥本哈根羽毛球大師賽，在男单决赛以2比0（21-12、21-11）击败了中国香港名将的胡贇，赢得冠军。

### 2013年 法國超級賽夺冠
2013年1月，简·奥·约根森出战馬來西亞羽毛球超級賽，在男单準决赛以1比2（13-21、21-17、12-21）不敌赛会头号种子、马来西亚一哥的李宗伟。同年3月，他出战全英羽毛球首要超級賽，在男单準决赛以0比2（19-21、20-22）不敌赛会2号种子、中国的谌龙。同期3月，他出战瑞士羽毛球黃金大獎賽，在男单準决赛以1比2（21-18、7-21、13-21）不敌赛会11号种子、中国的王睁茗。同年5月，他入选蘇迪曼盃的男单主力，助丹麦队赢得混合團體季军。同年8月，他參加中國廣州舉行的世界羽毛球錦標賽，以9號種子身分出戰男子單打項目。他先後在首、次圈以2比1力克韓國的李東根和中華台北的周天成晉級；第三圈面對4號種子、泰國名將文萨·波萨那，亦以2比1（10-21、21-17、21-18）逆轉勝出；但至半準決賽，他在力戰下終以1比2（8-21、21-17、20-22）不敵7號種子、越南的阮進明，8強止步。同年9月，他出战中國羽毛球大師賽，在男单準决赛以1比2（13-21、21-16、21-23）不敌赛会7号种子、东道主的王睁茗。同年10月，他出战法國羽毛球超級賽，在男单决赛以2比0（21-19、23-21）击败了赛会3号种子、日本名将的田兒賢一，赢得超级赛男单冠军。同年12月，他出战世界羽聯超級系列賽總決賽，在小组赛阶段分别击败了泰国的文萨·波萨那以及中国的王睁茗，唯有输给了马来西亚一哥的李宗伟，但仍然以小组次名出线；在準決賽再次碰见马来西亚一哥的李宗伟，直落两局以0比2（14-21、16-21）不敌对手。

### 2014年 印尼首要超級賽夺冠
2014年1月，简·奥·约根森出战馬來西亞羽毛球首要超級賽，在男单準决赛因自己途中退赛。同年2月，他代表丹麦参加瑞士巴塞爾举办的歐洲男子羽毛球團體錦標賽，助球队赢得男子團體冠军。同年3月，他出战瑞士羽毛球黃金大獎賽，在男单準决赛以1比2（21-13、13-21、14-21）不敌赛会8号种子、晚辈的维克托·阿萨尔森。同年4月，他出战印度羽毛球超級賽，在男单準决赛以1比2（15-21、23-21、19-21）不敌赛会2号种子、中国的谌龙。同期4月，他代表丹麦参加俄羅斯喀山举办的歐洲羽毛球錦標賽，在男单决赛以2比0（21-18、21-10）击败了赛会5号种子、英格兰一哥的拉吉夫·欧斯夫，首次赢得欧锦赛男单冠军。同年6月，他出战日本羽毛球超級賽，在男单準决赛以1比2（13-21、21-19、15-21）不敌赛会8号种子、中国香港名将的胡贇。同期6月，他出战印尼羽毛球首要超級賽，在男单决赛以2比0（21-18、21-18）击败了赛会4号种子、日本名将的田兒賢一，赢得首要超級賽男单冠军。同年8月，他參加丹麥哥本哈根舉行的世界羽毛球錦標賽，以3號種子身分出戰男子單打項目。他在首圈以2比0擊敗比利時的马克西姆·莫雷尔斯晉級，次圈再以2比0輕取芬蘭的埃图·海诺；但在第三圈對戰中華台北的周天成時，因膝盖受伤而退出比赛，16強止步。賽後，约根森表示自己在刚开局时就已受伤，但跟教练商量後还是決定坚持一下，到后來連移动起来都很困难，才无奈向裁判表示要退出比赛。同年11月，他出战香港羽毛球超級賽，在男单準决赛以0比2（15-21、15-21）不敌赛会6号种子、韩国一哥的孫完虎。同年12月，他出战世界羽聯超級系列賽總決賽，在小组赛阶段分别击败了印尼的汤米·苏吉亚托以及印度的斯里坎特·基达姆比，唯有输给了日本新秀的桃田賢斗，但仍然以小组次名出线；在準決賽以0比2（11-21、17-21）不敌队友的汉斯-克里斯蒂安·维汀哈斯。同年12月，他出战哥本哈根羽毛球大師賽，在男单决赛以0比2（20-22、9-21）不敌晚辈的维克托·阿萨尔森，错失了卫冕男单冠军。

### 2015年 世錦賽銅牌
2015年2月，简·奥·约根森代表丹麦参加比利時魯汶举办的歐洲羽毛球混合團體錦標賽，助球队赢得混合團體冠军。同期2月，他出战德國羽毛球黃金大獎賽，在男单决赛以2比0（21-12、21-13）击败了印尼名将的狄奥尼修斯·哈永·伦巴卡，赢得黃金大獎賽男单冠军。同年3月，他出战全英羽毛球首要超級賽，在男单决赛以1比2（21-15、17-21、15-21）不敌赛会头号种子、中国的谌龙，赢得亚军。同期3月，他出战馬來西亞羽毛球首要超級賽，在男单準决赛以1比2（21-14、19-21、17-21）不敌赛会5号种子、中国的林丹。同年5月，他出战澳洲羽毛球超級賽，在男单準决赛以0比2（17-21、15-21）不敌晚辈的维克托·阿萨尔森。同年6月，他出战印尼羽毛球首要超級賽，在男单决赛以1比2（21-16、19-21、17-21）不敌赛会8号种子、世界冠军的桃田賢斗，赢得亚军。同年8月，他參加印尼雅加達舉行的世界羽毛球錦標賽，以2號種子身分出戰男子單打項目。他一路以2比0淘汰泰國的文萨·波萨那、捷克的米兰·卢迪克和南韓的孫完虎，晉級八強；在半準決賽面對5號種子、中國的林丹，亦以2比0（21-12、21-15）勝出，打進四強；賽後，他在受訪時激动落泪，並表示自己过去总是输给林丹，但他相信有一天一定能够击败他，今天终于实现了；在準決賽对馬來西亞名將李宗伟，結果以0比2（7-21、19-21）落敗，僅得季軍。同年10月，他出战法國羽毛球超級賽，在男单準决赛以0比2（11-21、19-21）不敌赛会6号种子、中华台北名将的周天成。同年12月，他出战世界羽聯超級系列賽總決賽，在小组赛阶段分别击败了中国香港的胡贇以及中国的田厚威，唯有输给了中国的谌龙，但仍然以小组次名出线；在準決賽以0比2（19-21、18-21）不敌世界冠军的桃田賢斗。

### 2016年 湯姆斯盃奪冠
2016年2月，简·奥·约根森代表丹麦参加俄羅斯喀山举办的歐洲男子羽毛球團體錦標賽，助球队赢得男子團體冠军。同年3月，他出战德國羽毛球黃金大獎賽，在男单準决赛以1比2（21-16、14-21、17-21）不敌赛会4号种子、中华台北名将的周天成。同年4月，他出战馬來西亞羽毛球首要超級賽，在男单準决赛以0比2（7-21、14-21）不敌赛会2号种子、马来西亚一哥的李宗伟。同年4月，他代表丹麦参加法国永河畔拉罗什举办的歐洲羽毛球錦標賽，在男单决赛以0比2（11-21、16-21）不敌赛会2号种子、晚辈的维克托·阿萨尔森，赢得欧锦赛男单亚军。同年5月，他入选湯姆斯盃的男单主力，助丹麦队赢得男子團體冠军。同期5月，他出战印尼羽毛球首要超級賽，在男单决赛以1比2（21-17、19-21、17-21）不敌赛会2号种子、马来西亚一哥的李宗伟，赢得亚军。同年9月，他出战日本羽毛球超級賽，在男单决赛以1比2（18-21、21-15、16-21）不敌赛会头号种子、马来西亚一哥的李宗伟，赢得亚军。同年11月，他出战中國羽毛球首要超級賽，在男单决赛以2比0（22-20、21-13）击败了赛会2号种子、东道主的谌龙，赢得首要超級賽男单冠军。同期11月，他出战香港羽毛球超級賽在，在男单準决赛以0比2（19-21、22-24）不敌印度的萨米尔·维尔马。同年12月，他出战世界羽聯超級系列賽總決賽，在小组赛阶段分别击败了中国香港的胡贇以及德国的马克·茨维布勒，唯有输给了中国的田厚威，但仍然以小组次名出线；在準決賽鏖战三局以1比2（17-21、21-19、13-21）不敌中国的田厚威。
2017年2月，简·奥·约根森代表丹麦参加波蘭盧賓举办的歐洲羽毛球混合團體錦標賽，助球队赢得混合團體冠军。
2018年2月，简·奥·约根森出战瑞士羽毛球公開賽，在男单决赛以0比2（15-21、13-21）不敌赛会2号种子、印度的萨米尔·维尔马，赢得亚军。同年4月，他代表丹麦参加西班牙韦尔瓦举办的歐洲羽毛球錦標賽，在男单準决赛以1比2（17-21、21-18、15-21）不敌赛会3号种子、英格兰一哥的拉吉夫·欧斯夫，赢得欧锦赛男单季军。同年5月，他入选湯姆斯盃的男单主力，助丹麦队赢得男子團體季军。同年7月，他出战秋田羽毛球大師賽，在男单準决赛以0比2（21-23、16-21）不敌赛会8号种子、泰国的西蒂空·塔马辛。同年10月，他出战中華台北羽毛球公開賽，在男单準决赛以1比2（17-21、21-16、24-26）不敌日本名将的武下利一。

## 主要比賽成績
只列出曾進入準決賽的國際賽事成績：
| 年份   | 賽事                       | 公開賽級別 | 項目     | 成績   |
| ------ | -------------------------- | ---------- | -------- | ------ |
| 2008年 | 歐洲羽毛球錦標賽           | 其他       | 男子單打 | 準決賽 |
| 2009年 | 瑞典斯德哥爾摩羽毛球國際賽 | 國際挑戰賽 | 男子單打 | 冠軍   |
| 2009年 | 瑞士羽毛球超級賽           | 超級賽     | 男子單打 | 準決賽 |
| 2009年 | 荷蘭羽毛球國際賽           | 國際挑戰賽 | 男子單打 | 準決賽 |
| 2009年 | 碧特博格羽毛球大獎賽       | 大獎賽     | 男子單打 | 冠軍   |
| 2009年 | 丹麥羽毛球超級賽           | 超級賽     | 男子單打 | 準決賽 |
| 2009年 | 中國羽毛球超級賽           | 超級賽     | 男子單打 | 亞軍   |
| 2010年 | 歐洲羽毛球錦標賽           | 其他       | 男子單打 | 亞軍   |
| 2010年 | 丹麥羽毛球超級賽           | 超級賽     | 男子單打 | 冠軍   |
| 2011年 | 丹麥羽毛球國際賽           | 國際挑戰賽 | 男子單打 | 冠軍   |
| 2012年 | 德國羽毛球黃金大獎賽       | 黃金大獎賽 | 男子單打 | 準決賽 |
| 2012年 | 歐洲羽毛球錦標賽           | 其他       | 男子單打 | 準決賽 |
| 2012年 | 湯姆斯盃                   | 其他       | 男子團體 | 季軍   |
| 2012年 | 丹麥羽毛球首要超級賽       | 首要超級賽 | 男子單打 | 準決賽 |
| 2012年 | 法國羽毛球超級賽           | 超級賽     | 男子單打 | 準決賽 |
| 2012年 | 哥本哈根羽毛球大師賽       | 其他       | 男子單打 | 冠軍   |
| 2013年 | 馬來西亞羽毛球超級賽       | 超級賽     | 男子單打 | 準決賽 |
| 2013年 | 全英羽毛球首要超級賽       | 首要超級賽 | 男子單打 | 準決賽 |
| 2013年 | 瑞士羽毛球黃金大獎賽       | 黃金大獎賽 | 男子單打 | 準決賽 |
| 2013年 | 蘇迪曼盃                   | 其他       | 混合團體 | 準決賽 |
| 2013年 | 中國羽毛球大師賽           | 超級賽     | 男子單打 | 準決賽 |
| 2013年 | 法國羽毛球超級賽           | 超級賽     | 男子單打 | 冠軍   |
| 2013年 | 世界羽聯超級系列賽總決賽   | 首要超級賽 | 男子單打 | 銅牌   |
| 2014年 | 馬來西亞羽毛球首要超級賽   | 首要超級賽 | 男子單打 | 準決賽 |
| 2014年 | 歐洲男子羽毛球團體錦標賽   | 其他       | 男子團體 | 冠軍   |
| 2014年 | 瑞士羽毛球黃金大獎賽       | 黃金大獎賽 | 男子單打 | 準決賽 |
| 2014年 | 印度羽毛球超級賽           | 超級賽     | 男子單打 | 準決賽 |
| 2014年 | 歐洲羽毛球錦標賽           | 其他       | 男子單打 | 冠軍   |
| 2014年 | 日本羽毛球超級賽           | 超級賽     | 男子單打 | 準決賽 |
| 2014年 | 印尼羽毛球首要超級賽       | 首要超級賽 | 男子單打 | 冠軍   |
| 2014年 | 香港羽毛球超級賽           | 超級賽     | 男子單打 | 準決賽 |
| 2014年 | 世界羽聯超級系列賽總決賽   | 首要超級賽 | 男子單打 | 準決賽 |
| 2014年 | 哥本哈根羽毛球大師賽       | 其他       | 男子單打 | 亞軍   |
| 2015年 | 歐洲羽毛球混合團體錦標賽   | 其他       | 混合團體 | 冠軍   |
| 2015年 | 德國羽毛球黃金大獎賽       | 黃金大獎賽 | 男子單打 | 冠軍   |
| 2015年 | 全英羽毛球首要超級賽       | 首要超級賽 | 男子單打 | 亞軍   |
| 2015年 | 馬來西亞羽毛球首要超級賽   | 首要超級賽 | 男子單打 | 準決賽 |
| 2015年 | 澳洲羽毛球超級賽           | 超級賽     | 男子單打 | 準決賽 |
| 2015年 | 印尼羽毛球首要超級賽       | 首要超級賽 | 男子單打 | 亞軍   |
| 2015年 | 世界羽毛球錦標賽           | 其他       | 男子單打 | 季軍   |
| 2015年 | 法國羽毛球超級賽           | 超級賽     | 男子單打 | 準決賽 |
| 2015年 | 世界羽聯超級系列賽總決賽   | 首要超級賽 | 男子單打 | 準決賽 |
| 2016年 | 歐洲男子羽毛球團體錦標賽   | 其他       | 男子團體 | 冠軍   |
| 2016年 | 德國羽毛球黃金大獎賽       | 黃金大獎賽 | 男子單打 | 準決賽 |
| 2016年 | 馬來西亞羽毛球首要超級賽   | 首要超級賽 | 男子單打 | 準決賽 |
| 2016年 | 歐洲羽毛球錦標賽           | 其他       | 男子單打 | 亞軍   |
| 2016年 | 湯姆斯盃                   | 其他       | 男子團體 | 冠軍   |
| 2016年 | 印尼羽毛球首要超級賽       | 首要超級賽 | 男子單打 | 亞軍   |
| 2016年 | 日本羽毛球超級賽           | 超級賽     | 男子單打 | 亞軍   |
| 2016年 | 中國羽毛球首要超級賽       | 首要超級賽 | 男子單打 | 冠軍   |
| 2016年 | 香港羽毛球超級賽           | 超級賽     | 男子單打 | 準決賽 |
| 2016年 | 世界羽聯超級系列賽總決賽   | 首要超級賽 | 男子單打 | 準決賽 |
| 2017年 | 歐洲羽毛球混合團體錦標賽   | 其他       | 混合團體 | 冠軍   |
| 2018年 | 歐洲羽毛球男女子團體錦標賽 | 其他       | 男子團體 | 冠軍   |
| 2018年 | 瑞士羽毛球公開賽           | 超級300賽  | 男子單打 | 亞軍   |
| 2018年 | 歐洲羽毛球錦標賽           | 其他       | 男子單打 | 季軍   |
| 2018年 | 湯姆斯盃                   | 其他       | 男子團體 | 季軍   |
| 2018年 | 秋田羽毛球大師賽           | 超級100賽  | 男子單打 | 準決賽 |
| 2018年 | 中華台北羽毛球公開賽       | 超級300賽  | 男子單打 | 準決賽 |
| 2019年 | 日本羽毛球公開賽           | 超級750賽  | 男子單打 | 準決賽 |
| 2020年 | 歐洲羽毛球男女子團體錦標賽 | 其他       | 男子團體 | 冠軍   |

| 2007-2017年 | 首要超級賽 | 超級賽 | 黃金大獎賽 | 大獎賽 | 國際挑戰賽 | 國際系列賽 | 未來系列賽 | 其他 |

| 2018-2026年 | 總決賽 | 超級1000賽 | 超級750賽 | 超級500賽 | 超級300賽 | 超級100賽 | 國際挑戰賽 | 國際系列賽 | 未來系列賽 | 其他 |

### 世界冠軍頭銜
简·奥·约根森在羽毛球生涯中共奪得 1 項羽毛球世界冠軍頭銜。
| 賽事     | 奪冠次數 | 年份               |
| -------- | -------- | ------------------ |
| 湯姆斯盃 | 1        | 2016年（男子團體） |
| 總計     | 1        |                    |

### 奧運會和世錦賽參賽紀錄
|          | 2009 | 2010 | 2011 | 2012 | 2013 | 2014 | 2015 | 2016 |      | 2019 |
| 男子單打 | 8強  | 32強 | －   | 16強 | 8強  | 16強 | 季軍 | 16強 | 16強 |      |